# Альпина Паблишер
«Альпина Паблишер», или «Альпина», — российское издательство, специализирующееся на выпуске бизнес-литературы и научно-популярной литературы.

## История
В 1998 году было основано издательство «Альпина Паблишер», специализировавшееся на выпуске финансовой литературы. Основатели — Алексей Ильин (также генеральный директор), Александр Лиманский и Илья Долгопольский.
В 2003 году одним из акционеров стало издательство «Independent Media Sanoma Magazines», а компания сменила название с «Альпина Паблишер» на «Альпина бизнес букс».
В 2008 году из «Альпина бизнес букс» было выделено издательство «Альпина нон-фикшн». Его генеральный директор — Павел Подкосов.
В 2009 году основатели издательства выкупили у издательства IMSM долю в издательстве «Альпина бизнес букс», при этом IMSM продолжило выпускать деловую литературу под брендом «Альпина бизнес букс».
В 2016—2017 годах «Альпина» приобрела образовательный проект «Теории и практики» (T&P), основанный в 2009 году, и начала его монетизировать при помощи рекламы.
В 2024 году дизайнер Дмитрий Барбанель и агентство DesignWorkout провели для издательства полный ребрендинг, который затронул логотип, фирменный стиль и позиционирование.

## Состав
Издательство входит в издательскую группу «Альпина» с 8 подразделениями.
- «Альпина Паблишер» выпускает книги по бизнесу, экономике, гуманитарным и естественным наукам, личной эффективности и воспитанию детей.
- «Альпина нон-фикшн» специализируется на научно-популярной литературе, книгах по истории, культуре, философии, психологии, о достижениях мировой науки.
- Alpina Digital создаёт электронные библиотеки деловой литературы для компаний, разрабатывает мобильное приложение для распространения электронных книг. По собственным данным, «Alpina Digital» пользуются 1 миллион читателей[8].
- «Альпина PRO» оказывает услуги корпоративным клиентам: издание книг, новые медиа, электронные проекты на основе корпоративной онлайн-библиотеки, дистанционное обучение;
- «Альпина.Дети» издаёт литературу для детей и книги по воспитанию.
- «Бель Летр» — издательство современной зарубежной литературы для женщин.
- «Маршмеллоу Букс» выпускает литературу young adult («молодые взрослые»).
- Интернет-магазин.

## Продукция
По данным Российской книжной палаты, в 2019 году выпуск непериодической печатной продукции составил 361 наименование (39-е место) общим тиражом 1,11 миллиона экземпляров (45-е место).

## Награды
- «Лучшее деловое издательство» в конкурсе «Элита фондового рынка 2002»[10].